# Müslüm
Müslüm ist ein türkischer männlicher Vorname arabischer Herkunft mit der Bedeutung „Muslim“. In Aserbaidschan tritt neben der Form Müslüm auch die Form Muslum auf.

## Namensträger

### Vorname
- Müslüm Aslan (* 1974), kurdisch-türkischer Schriftsteller und Dichter
- Müslüm Atav (* 1981), österreichischer Fußballspieler mit türkischen Wurzeln
- Müslüm Can (* 1975), deutsch-türkischer Fußballspieler
- Müslüm Gürses (1953–2013), türkischer Schauspieler und Sänger
- Müslüm Maqomayev (Komponist) (1885–1937), aserbaidschanischer Komponist und Dirigent
- Müslüm Maqomayev (Sänger) (1942–2008), sowjetisch-aserbaidschanischer Sänger und Orchesterintendant
- Müslüm Talşik (* 1996), türkischer Fußballspieler
- Müslüm Yelken (* 1988), deutsch-türkischer Fußballspieler

### Künstlername
- Müslüm (Bühnenfigur), Kunstfigur des Schweizer Komikers Semih Yavsaner